# Reino Myinsaing
El reino de Myinsaing (Idioma birmano: စိုင်း ခေတ်) fue el reino que gobernó el centro de Birmania (Myanmar) de 1297 a 1313. Fue Cofundado por tres hermanos de Myinsaing, fue uno de los muchos pequeños reinos que surgieron tras el colapso del Reino de Pagan en 1287. Myinsaing rechazó con éxito la segunda invasión de los mongoles en 1300–1301, y pasó a unificar el centro de Birmania desde Tagaung en el norte hasta Prome (Pyay) en el sur. El gobierno conjunto de los hermanos terminó entre 1310 y 1313, con la muerte de los dos hermanos mayores. En 1315, el estado birmano central se dividió en dos estados rivales de Pinya y Sagaing. El centro de Birmania no se reunificaría hasta el ascenso de Ava cinco décadas después.

## Historia

### Primera invasión mongol (1277–87)
Los orígenes del período Myinsaing se remontan al período Pagano tardío. En la década de 1270, la dinastía pagana, que había gobernado el valle de Irrawaddy y su periferia durante más de dos siglos, estaba en sus últimas etapas. Entre una y dos terceras partes de las tierras cultivables del Alto Birmania habían sido donadas a la religión, y la corona había perdido los recursos necesarios para conservar la lealtad de cortesanos y militares. El comienzo del fin de Pagan llegó en 1277 cuando el Imperio mongol invadió por primera vez los territorios paganos más al norte (las prefecturas actuales de Dehong y Baoshan, Yunnan ). Los mongoles procedieron a invadir el norte de Birmania en 1283–85, ocupando hasta Tagaung. El rey Narathihapate huyó a la Baja Birmania. En los próximos dos años, mientras el rey negociaba un alto el fuego y, finalmente, una rendición con los mongoles, la defensa de Birmania central pasó al ejército liderado por tres hermanos llamados Athinkhaya, Yazathingyan y Thihathu de Myinsaing.

### Subida de la posguerra (1287–97)
El 1 de julio de 1287, el vasallo mongol de Narathihapate fue asesinado por uno de sus hijos.  Todas las regiones del país, que aún no se habían rebelado, se separaron. Los mongoles invadieron el centro de Birmania para restablecer su estado vasallo pero fueron rechazados por el pequeño pero disciplinado ejército de los hermanos. Sin un rey en el trono pagano, los hermanos ahora eran los líderes de facto del centro de Birmania. No fue hasta mayo de 1289 que uno de los hijos de Narathihapate, Kyawswa, emergió como rey. Pero Kyawswa, el ex virrey de Dala (Yangon moderno), no tenía una base de poder en el interior del país, y controlaba poco fuera de Pagan.
Kyawswa trató de sacar lo mejor de la situación. Para ganar su lealtad, el rey nombró a los tres hermanos virreyes de Myinsaing , Mekkhaya y Pinle. Las citas causaron poca impresión. Según una inscripción fechada el 16 de febrero de 1293, los hermanos afirmaron que fueron los que derrotaron a los invasores mongoles y que eran iguales al rey de Pagan. No obstante, acordaron marchar hacia el Bajo Birmania cuando el rey Wareru de Martaban (Mottama) se convirtió en vasallo de Sukhothai . Su ejército atacó a Martaban en 1293–94, pero fue rechazado. Aun así, no dejó ninguna duda sobre quién tenía el poder real en el centro de Birmania.